# 于尔西耶
于尔西耶（法語：Urciers，法語發音：[yʁsje]）是法国安德尔省的一个市镇，位于该省东南部，属于拉沙特尔区。

## 地理
于尔西耶（46°32'7"N, 2°7'51"E）面积19.02 平方千米，位于法国中央-卢瓦尔河谷大区安德尔省，该省份为法国中部省份，北起卢瓦-谢尔省，西北接安德尔-卢瓦尔省，西南接维埃纳省，南至克勒兹省和上维埃纳省，东临谢尔省。
与于尔西耶接壤的市镇（或旧市镇、城区）包括：沙托梅扬、尚皮耶、弗西讷、利涅罗勒、内雷。

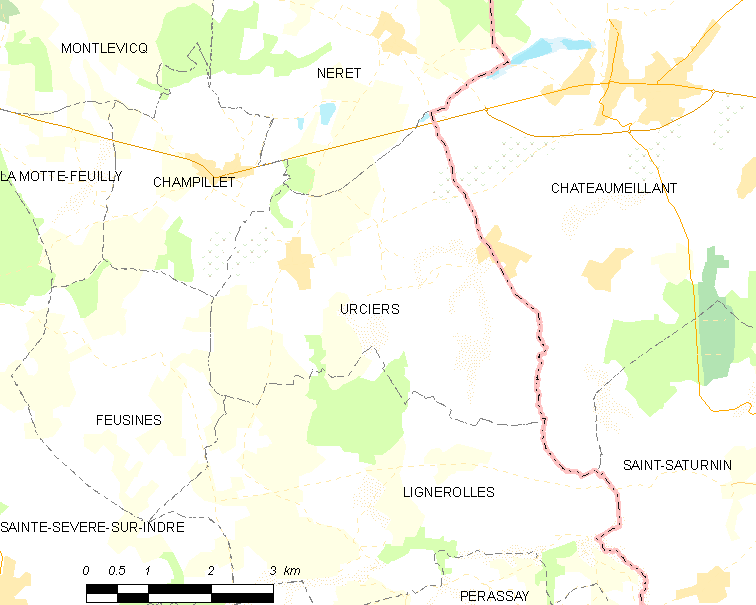
于尔西耶的OSM定位图

于尔西耶的时区为UTC+01:00、UTC+02:00（夏令时）。

## 行政
于尔西耶的邮政编码为36160，INSEE市镇编码为36227。

## 政治
于尔西耶所属的省级选区为拉沙特尔县。

## 人口

1962-2008年间于尔西耶人口变化图示

于尔西耶于2022年1月1日时的人口数量为239人。